# Samhain (banda)
Samhain fue una banda de rock estadounidense formada por el músico Glenn Danzig en 1983, inmediatamente después de su salida de la agrupación The Misfits. Danzig le dio un tono más oscuro y gótico a Samhain en comparación al estilo horror punk de su anterior banda. En 1987 Samhain se convirtió en Danzig, una nueva agrupación cuyo sonido estaba más orientado al heavy metal tradicional. Después de una breve reunión en 1999 y nuevamente en 2011 y 2012, Samhain anunció su cuarta reunión en el año 2014.

## Historia

### Inicios
Glenn Danzig originalmente planeó a Samhain como un proyecto paralelo con el bajista Eerie Von. Luego de que su primera banda, Misfits, se disolviera de manera continua, Samhain se convirtió en su agrupación principal. Samhain es la menos celebrada de las andanzas musicales principales de Danzig y es catalogada como un periodo de transición en la carrera musical del artista, haciendo un puente entre el punk rock de The Misfits y el oscuro heavy metal con influencias blues de Danzig. 
Danzig tomó el nombre del Samhain, el antiguo Año Nuevo Celta, que influyó en lo que hoy en día se conoce como Halloween. El nombre de la banda es pronunciado "sow-win", aunque típicamente se pronuncie de la manera incorrecta y literal "sam-hane". Ambos, Samhain y su sucesora Danzig, usan la misma imagen de una calavera con cuernos dibujada por el artista Michael Golden para la portada de la historieta de 1984 The Saga of Crystar #8, publicada por Marvel Comics. El tipo de letra usada en el logo de Samhain y en el de Danzig fue tomado de la película The Giant Gila Monster.
Las letras de Samhain eran mucho más oscuras que las de The Misfits, centrándose en el ocultismo y eventualmente en los horrores de la realidad, opuesto a las temáticas que hablaban de monstruos de caricatura en The Misfits. El estilo musical de Samhain era una oscura, intensa y experimental combinación de punk y rock gótico, dando paso al heavy metal en su última producción discográfica.
La banda publicó dos álbumes de estudio y un EP durante sus tres años de carrera como agrupación activa, que logró un seguimiento de culto moderado. Glenn Danzig ha afirmado que el escribió las canciones "Bloodfeast" y "Death Comes Ripping" con la intención de usarlas en el primer álbum de Samhain, pero en vez de eso las grabó con The Misfits para el álbum Earth A.D./Wolfsblood para completar dicho trabajo discográfico. Un concierto de Samhain era un energético e intenso evento. Algunas veces Danzig salía a escena con una máscara en forma de demonio, mientras que en otras ocasiones toda la banda aparecía en escena cubierta de sangre falsa.
En 1986 Samhain firmó un contrato discográfico con Rick Rubin y su sello Def American. Rubin inicialmente quiso contratar solamente a Glenn Danzig, esperando formar un "supergrupo" con el vocalista como líder, pero Danzig puso como condición la participación del bajista Eerie Von para llevar a cabo dicho proyecto. Rubin y Danzig estuvieron de acuerdo, sin embargo, para poder ejecutar el nuevo sonido que quería implementar Rubin, el guitarrista Damien fue reemplazado por John Christ. En 1987 Glenn Danzig decidió que la agrupación se llamaría igual que su apellido. Cuando London May fue reemplazado por Chuck Biscuits en la batería, Samhain oficialmente dejó de existir y la formación original de Danzig nació.

### Álbum final
En 1990 fue publicado el álbum final de Samhain, Final Descent. El material incluido en el álbum fue recopilado entre 1986 y 1990, con una canción ("Death...In Its Arms") grabada por la banda Danzig con el baterista Chuck Biscuits (el cual nunca fue un miembro de Samhain) durante las sesiones del disco Danzig II: Lucifuge. En las otras canciones fue usada una batería automática. Posiblemente para evitar disputas legales con el guitarrista Damien, Danzig grabó nuevamente las partes de guitarra del EP Unholy Passion (grabado originalmente en 1985). 

### Reuniones
Samhain se reunió brevemente en noviembre de 1999 para celebrar el lanzamiento del compilado Box Set. La agrupación se embarcó en una gira por los Estados Unidos junto a la banda Danzig. La alineación estuvo conformada por Danzig, Zing, May y el guitarrista Todd Youth. Inicialmente se le ofreció la oportunidad de tocar la guitarra a Damien, pero el músico no pudo sumarse a la gira por estar tocando en la banda de Iggy Pop. En algunas entrevistas Danzig afirmó que el bajista Eerie Von no hizo parte de la gira porque se rehusó a tocar sin la participación de Damien.
La banda se reunió nuevamente en octubre de 2011 y de 2012 como parte de una serie de recitales titulada "Danzig Legacy". Los conciertos se dividían en presentaciones de Danzig, Samhain y The Misfits con el músico Doyle Wolfgang von Frankenstein. Tanto London May como Steve Zing hicieron parte de esta reunión. Samhain se reunió por cuarta vez para presentarse en el Riot Fest en septiembre de 2014. En dicho evento, la banda tocó el álbum Initium en su totalidad.

## Músicos

### Miembros
- Glenn Danzig – voz, guitarra, teclados, batería (1983-1987, 1999, 2011-2012, 2014): Miembro fundador y habitual compositor.
- Brian Baker – guitarra (1983): Miembro fundador. Tocó solamente en algunos ensayos.
- Lyle Preslar – guitarra (1984): Tocó la guitarra en cuatro canciones de Initium.
- Steve Zing – batería, bajo (1983-1985, 1999, 2011-2012, 2014): Miembro fundador. Tocó la batería en Initium y Unholy Passion.
- Eerie Von – bajo, batería (1983-1987): Miembro fundador.[2] Tocaba la batería en los primeros ensayos.
- Pete "Damien" Marshall – guitarra (1984-1986): Tocó la guitarra en Unholy Passion y November-Coming-Fire.
- London May – batería, bajo (1985-1987, 1999, 2011-2012, 2014): Tocó la batería en November-Coming-Fire.
- John Christ – guitarra (1987): Tocó ciertas partes de guitarra en el álbum Final Descent.

### Músicos de gira
- Todd Youth – guitarra (1999): Tocó la guitarra en la gira de 1999.
- Tommy Victor – guitarra (2011-2012, 2014): Tocó la guitarra en las giras de 2011 y 2012.
- Peter Adams – guitarra (2014): Tocó la guitarra en algunos conciertos de 2014.

### Músicos de sesión
- Al Pike – bajo: Tocó el bajo en la canción "Archangel" del álbum Initium.
- Chuck Biscuits – batería: Tocó la batería en la canción "Death...In Its Arms" del álbum Final Descent.

## Discografía
- Initium (1984)
- Unholy Passion EP (1985)
- November-Coming-Fire (1986)
- Final Descent (1990)
- Box Set (2000)
- Samhain Live '85-'86 (2001)